# Face in the Night
Face in the Night (en español, "El rostro en la noche") es una película británica de 1957, del género policíaco, dirigida por Lance Comfort y protagonizada por Griffith Jones, Lisa Gastoni (a los 22 años) y Vincent Ball. Está basada en la novela Suspense del prolífico escritor policíaco Bruce Graeme. Este largometraje (78 minutos) fue distribuido en Estados Unidos como Menace in the Night (Amenaza en la noche).

## Sinopsis
Una mujer joven es testigo del robo de valijas postales, que terminan con la muerte de un empleado de correos, pero que es intimidada para no denunciar.

## Reparto
- Griffith Jones ...  Rapson
- Lisa Gastoni ...  Jean Francis
- Vincent Ball ...  Bob Meredith
- Eddie Byrne ...  Art
- Victor Maddern ...  Ted
- Clifford Evans ...  Inspector Ford
- Joan Miller ...  Esposa de Víctor
- Leonard Sachs ...  Víctor
- Leslie Dwyer ...  Toby
- Jenny Laird ...  Viuda del empleado de correos
- Angela White ...  Betty Francis
- Barbara Couper ...  Señora Francis
- Andre Van Gyseghem ...  Gerente del banco

## Críticas
Allmovie escribió, "esta película, hecha precipitadamente, se lee bastante mejor que lo que entretiene"; mientras TV Guide escribió que el filme es "obstaculizado por el trabajo de cámara algo menos que impresionante"; pero Sky Movies notó "un thriller crujiente, económico en longitud, pero correspondientemente rápido en ritmo y pleno de acción." 